# Капіса

Райони вілаяту

Капіса — (перс.: کاپيسا) — одна з 34 областей Афганістану. Знаходиться на північному сході країни. Адміністративний центр — Махмудракі. Населення оцінюється у 399 500 жителів (на 2009). Територія області становить 1842 км², за розміром території вілаят є найменшим в Афганістані.

## Адміністративний устрій
- Аласай
- Хеза Дуюм Кохістан
- Кох Банд
- Кохістан Хеза Авай
- Махмудракі
- Ніджраб
- Тагаб